# مایکل ویتنی
مایکل ویتنی (انگلیسی: Michael Witney؛ ‏ ۲۱ نوامبر ۱۹۳۱ – ۳۰ نوامبر ۱۹۸۳) بازیگر اهل ایالات متحده آمریکا بود.
از فیلم‌ها یا برنامه‌های تلویزیونی که وی در آن نقش داشته است، می‌توان به سفرهای جیمی مک‌فیترز و داک اشاره کرد.